# Armida (opera Gioacchina Rossiniego)
Armida (wł. Armida) – opera seria Gioacchina Rossiniego – w trzech aktach, do której libretto napisał Giovanni Federico Schmidt, jej premiera miała miejsce w Neapolu 11 listopada 1817 roku.

## Historia
W początkach sierpnia 1817 roku Rossini wziął się do pracy nad kolejną operą, która miała uświetnić otwarcie wyremontowanego po pożarze teatru San Carlo. Temat oparty na Jerozolimie wyzwolonej Tassa był wielokrotnie wykorzystywany w teatrze muzycznym. Na jego motywach opery pisali: Lully, Gluck, Haydn, Cherubini, Jommelli, Traetta, Mysliveček, Salieri, Sacchini nie licząc kompozytorów mniej znanych. Libretto Giovanniego Schmidta nie potrafiło wyzyskać zalet teatralnych tematu. Rossini otrzymał tekst niewielkiej wartości i bardzo statyczny. Kompozytor nie gustował w tematyce fantastyczno-baśniowej, nie mógł się jednak sprzeciwić swemu pracodawcy, Barbai i Isabelli Colbran, która coraz bardziej opanowywała jego umysł i serce. W istocie stworzył niejako hymn miłosny. Armida Rossiniego jest właściwie nie kończącym się dialogiem dwojga zakochanych. Zawiera aż trzy wielkie duety miłosne, po jednym w każdym akcie, stanowiące najwartościowsze fragmenty opery.
Barbaja zadbał o to by w dniu otwarcia odbudowanego teatru olśnić widzów bogactwem scenograficznym. Był pałac i zaczarowany ogród czarodziejki Armidy, rydwan ciągnięty przez smoki, który na rozkaz Armidy zamienia się w klomb kwiatów, nimfy, demony, chmury, sztuczne ognie. Mimo to publiczność przyjęła premierę opery chłodno. Kurtyna opadła przy ogólnym milczeniu – pisał korespondent Nuovo Osservatore Veneto – a zwolennicy Rossiniego krokiem ociężałym i powolnym wyszli, zamyśleni, z teatru. Prasa neapolitańska nie szczędziła kompozytorowi krytyk. Armida została określona jako dzieło zuchwalca, który na wszystko sobie pozwala, pełne niespokojnych wysiłków harmonii przeciw melodii i zbyt niemieckie w fakturze.
Poza Włochami opera również nie zrobiła wielkiej kariery. Była wystawiona w 1826 roku we Lwowie, w 1833 roku w Warszawie; po wystawieniu w Budapeszcie w 1838 roku na ponad sto lat zeszła ze sceny. Po przerwie została ukazana publiczności na Florenckim Maju Muzycznym w 1952 roku, gdzie rolę Armidy w sposób niedościgły wykonała Maria Callas. Rzadkie współczesne produkcje opery są spowodowane trudnościami w znalezieniu wykonawczyni roli tytułowej, jednej z najbardziej morderczych partii koloraturowych w całym repertuarze operowym, oraz aż czterech tenorów. W roku 1993 operę pokazano na Rossini Opera Festivalu w Pesaro.

## Osoby
| Rola                       | Głos        | Premiera 11 listopada 1817 (Pierwsza obsada) |
| -------------------------- | ----------- | -------------------------------------------- |
| Armida, czarownica         | sopran      | Isabella Colbran                             |
| Rinaldo, rycerz krzyżowy   | tenor       | Andrea Nozzari                               |
| Goffredo, wódz I krucjaty  | tenor       | Giuseppe Ciccimara                           |
| Carlo, rycerz krzyżowy     | tenor       | Giuseppe Ciccimara                           |
| Idraote, wuj Armidy        | bas         | Michele Benedetti                            |
| Gernanado, rycerz krzyżowy | tenor       | Claudio Bonoldi                              |
| Ubaldo, rycerz krzyżowy    | tenor       | Claudio Bonoldi                              |
| Eustazio, rycerz krzyżowy  | tenor       | Gaetano Cizzolà                              |
| Astarotte, czarownik       | tenor (bas) | Gaetano Cizzolà                              |

## Treść

### Akt I

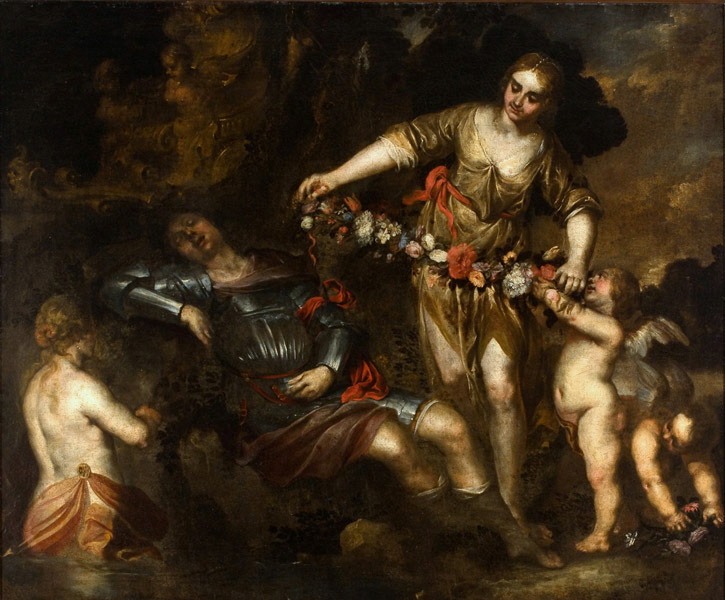
Rinaldo i Armida. Obraz A.M. Vassallo

W obozie chrześcijańskim pod murami oblężonej Jerozolimy rycerze oddają hołd Dudonowi, jednemu z wodzów, który padł w boju. Eustazio, brat wodza krucjaty Goffreda (Gotfryda z Bouillon) obwieszcza przybycie „królewskiej damy” ze łzami błagającej chrześcijan o pomoc. Damą jest czarownica Armida, której towarzyszy w przebraniu jej wuj Hidraot. Armida, pragnąc odciągnąć wojska krzyżowe od Jerozolimy podaje się za królową Damaszku, którą podstępny Hidraot pozbawił królestwa. Ku jej rozczarowaniu Goffredo nie chce uszczuplać swych sił, ulegnie dopiero prośbom Eustazia, podbitego urodą czarownicy (sekstet: Sventurata! ). Przed wymarszem oddziałów, które mają wspomóc Armidę, Goffredo, nakazuje swym paladynom wybór następcy Dudona. Wodzem zostaje obrany Rinaldo. Wybór budzi wściekłość Grenanda, który liczył na to stanowisko (soffirò l’ofessa). Armida spotyka Rinalda, oboje łączy dawna miłość, zrodzona w dniu, w którym czarownica uratowała podczas bitwy rannego Rinalda. Teraz oznajmia mu, że przybyła do obozu tylko dla niego (Amor, possente nome). Grenando widząc Rinalda u boku kobiety, lży go i wydrwiwa, co przypłaca śmiercią w pojedynku. Oburzony zbrodnią Goffredo chce go aresztować, Rinaldo ucieka jednak z obozu wraz z Armidą.

### Akt II
W mrocznym lesie czarownik Astarotte wzywa wszystkie siły piekielne służące Armidzie (chór: Alla voce d’Armida – Di ferro e fiamme). Czarownica przybywa na rydwanie zaprzężonym w smoki, wraz z Rinaldem zachwyconym bajecznym widowiskiem jakie demony organizują na jego przybycie. Przed Rinaldem otwiera się Królestwo Miłości (D’amore al. dolce imperio). Rycerz zrzuca więc zbroję i pogrąża się w ogrodzie Armidy.

### Akt III
Tymczasem dwaj rycerze frankońscy, Carlo i Ubaldo, przybywają do ogrodu Armidy, by wyzwolić Rinalda z czarodziejkich mocy (duet: Come l’aurette placide). Przy pomocy magicznej różdżki czarodzieja Askalona opierają się zalotom zmysłowych nimf (chór: Qui tutto è calma). Na scenie pojawiają się kochankowie (duet: Soavi catene). Wymieniwszy z Rinaldem czułe przysięgi Armida odchodzi, z czego skrzętnie korzystają dwaj rycerze podsuwając mu przed oczy diamentową tarczę. Widząc w niej swe żałosne odbicie (tercet: In quale aspetto) Rinaldo gotów jest porzucić zniewieściałe życie, serce pociąga go jednak ku Armidzie. Ostatecznie dzięki łasce Bożej odzyskuje utracone siły i ucieka wraz z towarzyszami z ogrodu Armidy. Armida próbuje powstrzymać uciekinierów, jej zaklęcia okazują się jednak bezsilne. Pada więc Rinaldowi do stóp, błagając, by odebrał jej życie (finał: Se al. Mio crudel tormento). Rinaldo myśli już jednak tylko o rycerskiej chwale. Odrzucona Armida poprzysięga mu zemstę, burzy swój pałac i odlatuje na rydwanie.

## O operze
Opinie na temat Armidy są rozbieżne. Biografowie Rossiniego uważają ją na ogól za dzieło udane, choć nie należące do największych osiągnięć kompozytora. Rossini tworzył je w pośpiechu i nie wszędzie dopisała mu inwencja. Przeładował też partyturę wirtuozowskimi popisami przeznaczonymi dla Isabelli Colbran i trzech znakomitych tenorów: Nozzariego, Bonoldiego i Ciccimary. Chóry śpiewają konwencjonalnie, a muzyka baletowa jest mało ciekawa. Są jednak w operze fragmenty znakomite, jak na przykład duety miłosne. Widać dalszy postęp w fakturze technicznej: szczególnie interesująca jest uderzająca oryginalnością harmonika Armidy. Wyjątkową nowością języka muzycznego odznacza się fragment III aktu, w którym Armida na wiadomość o ucieczce Rinalda mdleje. Niespokojne uderzenia jednej i tej samej nuty przez 19 taktów wydają się odzwierciedlać bicie jej serca, a kompozytor używa aż pięciu rozmaitych akordów dla zharmonizowania tego dźwięku.
Armida przynosi też wiele innowacji w zakresie formy. Uwertura stanowi już właściwie nowoczesny typ preludium operowego, w którym kompozytor rezygnuje z allegra sonatowego poprzedzonego powolnym wstępem, nadając całości formę swobodnej fantazji. Rzucając wyzwanie dotychczasowym konwencjom Rossini rezygnuje w finale z „przepisowej” aria di bravura głównej bohaterki i kończy operę chórem demonów pobudzonych przez Armidę do pogoni i zemsty nad Rinaldem.

## Nagrania
- Fleming, Kunde, Kaasch, d’Arcangelo, Francis, pod dyr. Gattiego, Sony 1993
- Callas, Ziliani, Albanese, Filippeschi, Raimondi, pod dyr. Serafina, live 1952
- Gasdia, Merritt, Matteuzzi, Workman, Ford, pod dyr. Scimone, Europa Musica 1991[4]